# الیمپوس استایلوس ۴۱۰
الیمپوس استایلوس ۴۱۰ (به انگلیسی: Olympus Stylus 410) یک دوربین عکاسی ساخت شرکت الیمپوس است.